# Musschia
Musschia — рід рослин з родини дзвоникові (Campanulaceae), ендемік Мадейри.

## Список видів
Musschia:
- Musschia aurea — о-ви Мадейра, Дезерташ
- Musschia isambertoi — о. Дезерташ
- Musschia wollastonii — о. Мадейра